# Impresa
L'impresa (in lingua inglese business) è un'attività economica organizzata ai fini della produzione o dello scambio di beni o servizi. Dalla nozione di impresa sono esclusi gli enti non-profit e, in alcuni ordinamenti, le persone fisiche che esercitano attività professionale.
Il concetto di "impresa", nel diritto e nell'economia aziendale, non va confuso con quello di "azienda", usato spesso come sinonimo, che è il complesso dei beni tangibili e intangibili, disponibili e non disponibili, organizzati e utilizzati per l'esercizio dell'attività di impresa; né va confuso per esempio con quello di "società", che rappresenta, invece, una delle forme giuridiche attraverso cui si può esercitare l'attività di impresa. Vi sono, infatti, altre forme, diverse dalla società, per condurre un'impresa. L'impresa è formata dal soggetto proprietario e conduttore, e una o più aziende (rami d'azienda). L'impresa deve avere una denominazione, detta "ditta".

## Descrizione e attività
Si può dire che l'impresa sia l'attività esercitata dall'imprenditore. L'azienda è il complesso di beni strumentali, il mezzo concreto (immobili, sedi, attrezzature, impianti, personale, metodi, procedure, risorse) con cui si esercita l'impresa. La ditta è la denominazione commerciale dell'impresa.
L'impresa è caratterizzata da un determinato scopo (produzione o scambio proficuo di beni o servizi) e dalle conseguenti modalità adottate per il suo raggiungimento (organizzazione, economicità e professionalità) attraverso l'impiego di fattori produttivi (capitale, mezzi di produzione, materie prime e forza lavoro) e relativi investimenti. È fondamentale inoltre che l'impresa procuri capitale sufficiente a coprire e superare il costo delle spese di produzione, ossia produca un guadagno o profitto o utile: se questa non è più in grado di sopportare la spesa finisce inevitabilmente col fallire.
L'impresa può essere inoltre definita come un sistema sociale-tecnico aperto. Per sistema si intende un complesso di parti interdipendenti rispetto ad un comune obiettivo. Nello specifico, trattandosi di un sistema tecnico-sociale le parti sono costituite da beni quali attrezzature e conoscenze alle quali si affiancano le risorse umane, legate da rapporti sociali.
Un sistema aperto è un metodo di gestione delle risorse che consiste nello scambio con l'esterno di conoscenza e produzione. Pertanto l'impresa può essere considerata come un complesso di interdipendenze tra beni e persone che operano scambiando con l'esterno conoscenze e produzione perseguendo lo stesso obiettivo, ossia la produzione di valore.
Tipicamente l'impresa, nell'ambito della sua attività economico-produttiva, opera nel mercato che la spinge continuamente a migliorarsi per restare competitiva. Le attività di ricerca e sviluppo, finanziate da più possibili forme di investimento, sono fondamentali per mantenere un elevato livello di innovazione.
D'altra parte esistono anche le imprese a controllo pubblico (totale o parziale). Solitamente sono imprese fondate o create, da soggetti pubblici, per produrre merci o erogare servizi d'interesse per la collettività o operare in settori strategici a livello nazionale o locale. a volte sono aziende ex monopoliste poi immesse sul libero mercato. Possono avere anche scopi di profitto ponendosi in concorrenza con il privato. Le imprese pubbliche non vanno tuttavia confuse con gli enti pubblici. Le nomine degli amministratori sono di origine politica, ma con obbligo di pubblicità e trasparenza.
Con il termine core business si intende l'insieme delle attività principali che contribuiscono maggiormente alla produzione del fatturato. Ad esempio il core business di un'azienda automobilistica è produrre automobili, mentre il core business di un'azienda sanitaria è assistere e curare i pazienti. Per un'impresa manifatturiera l'eventuale ricavo da affitto di un immobile non è attività di business. Con riferimento a un'azienda, i processi di business sono quelli, operativi, che realizzano concretamente il prodotto e conseguono la soddisfazione del cliente (l'amministrazione e finanza, ad esempio, non è un processo di business).

## L'impresa nell'ordinamento giuridico italiano
In base al diritto alla concorrenza nazionale e comunitario, esiste attività di impresa ogni volta che un soggetto svolge un'attività di natura economica volta alla produzione o allo scambio di beni e servizi tali da poter accrescere anche solo potenzialmente il grado di concorrenza nel mercato. La nozione di impresa nel diritto antitrust dell'Unione Europea è molto più ampia della disciplina civilistica, che all'articolo 2082 c.c. fissa i requisiti minimi necessari e sufficienti per definire come impresa un'attività caratterizzata da uno specifico scopo e da specifiche modalità di svolgimento (organizzazione, economicità e professionalità). Le modalità di svolgimento riguardano:
- organizzazione: organizzazione dei fattori stabile, complessa e coordinata al fine produttivo. Non necessariamente è presente un'organizzazione di lavoro subordinato e un apparato strumentale fisicamente percepibile (locali, macchinari, mobili), potendosi utilizzare meri mezzi finanziari;
- economicità: non ha natura imprenditoriale chi eroga prodotti o servizi a titolo gratuito o a prezzo politico. L'economicità comporta la presenza di un lucro oggettivo, e la copertura nel lungo termine dei costi con i ricavi;
- professionalità: identificata dalla continuità temporale. sono imprese le attività stagionali (impianti sciistici, stabilimenti balneari), le attività non esclusive (insegnante o impiegato che gestisce un albergo), le imprese di scopo vincolate a uno specifico progetto (costruzione di un singolo edificio, o ristrutturazione di un bene immobile in vista di una vendita).

## Tipologia

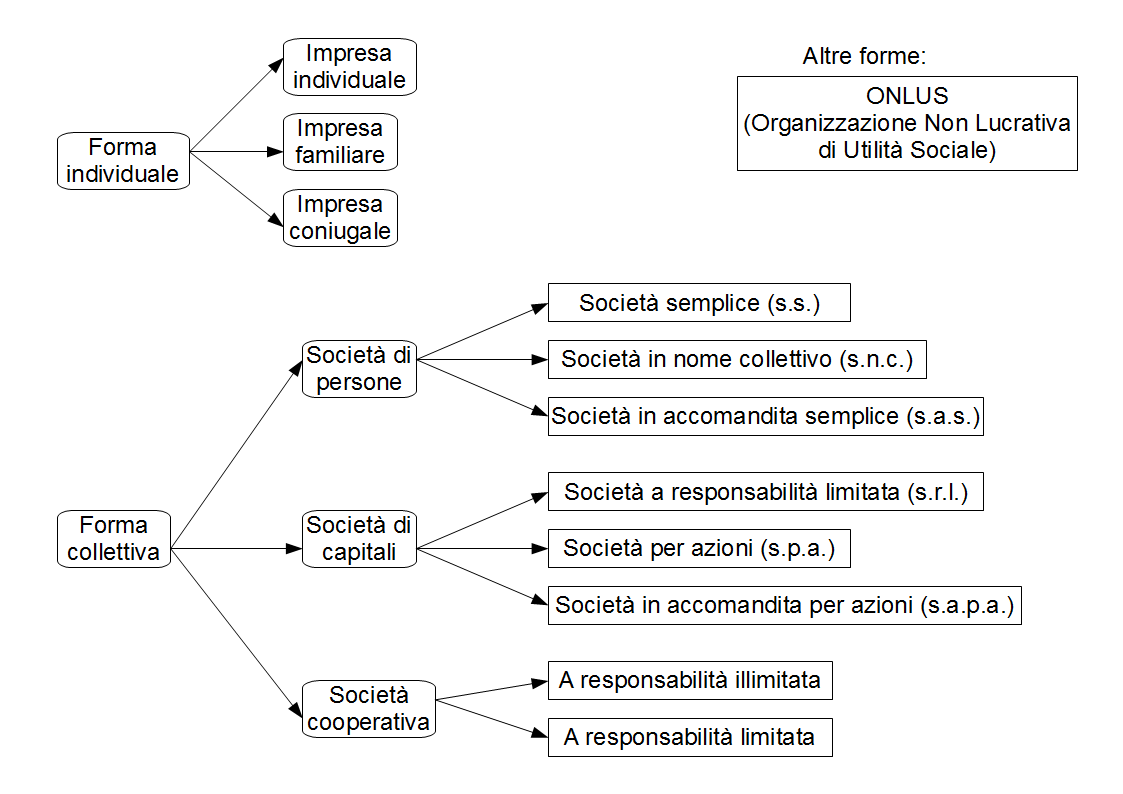
Schema delle varie forme che può assumere un'impresa

C'è una differenza sostanziale tra "impresa" (denominazione, ragione sociale, legale rappresentante, iscrizione al Registro delle Imprese) e "attività d'impresa esercitata da persona fisica" (nome e cognome della persona, nessuna iscrizione al Registro delle Imprese). Di seguito la spiegazione della diversa situazione.
- Si parla di impresa individuale (forma individuale) quando il soggetto giuridico è una persona fisica che risponde con i propri beni delle eventuali mancanze dell'impresa: in tal caso non c'è un'autonomia patrimoniale dell'impresa e se questa viene dichiarata fallita, anche l'imprenditore fallisce. Sono concettualmente simili all'impresa individuale quella familiare (formata al 51% dal capofamiglia e al 49% dai suoi familiari, con una parentela non superiore al 2º grado) e quella coniugale (formata solo da marito e moglie). Spesso erroneamente l'impresa individuale è confusa con la ditta individuale[3]. Infatti, la ditta individuale può anche non svolgere attività d’impresa (e pertanto non rivestire la qualifica di impresa individuale) mentre l’impresa individuale è invece sempre una ditta individuale.
- Se l'impresa è esercitata da un soggetto giuridico diverso da una persona fisica assume invece una veste societaria[4] (forme collettive), che può essere di varia natura:
  - le società di persone sono caratterizzate da un'autonomia patrimoniale imperfetta, in cui cioè il patrimonio della società non è perfettamente distinto da quello dei soci, per cui i creditori possono rivalersi (se il patrimonio societario è insufficiente) anche sui beni dei soci. Si può avere una società semplice (S.s.) nel caso in cui non sia necessario svolgere un'attività commerciale, ma si abbia la necessità di gestire un'attività (agricola o professionale, come ad esempio uno studio associato); una società in nome collettivo (S.n.c.) in cui tutti i soci sono responsabili (in egual parte e con tutto il loro patrimonio) delle obbligazioni della società; o una società in accomandita semplice (S.a.s.) in cui i soci accomandatari amministrano la società e rispondono con tutto il loro patrimonio mentre i soci accomandanti rispondono limitatamente al capitale conferito e non possono amministrare la società (questo tipo permette ad un soggetto di investire in un'impresa senza assumersene i rischi, diventando quindi socio accomandante).
  - le società di capitali sono dei soggetti giuridici che godono di autonomia patrimoniale perfetta (il patrimonio della società è distinto da quello dei soci). Se una società di capitali fallisce, i creditori possono attingere solo dal patrimonio della società (capitali, beni immobili, vendita di brevetti posseduti dalla stessa, ecc.). Il patrimonio dei soci non viene intaccato. Una volta esaurito il patrimonio della società, se ci sono ancora debiti, essi restano insoluti. Le possibili forme che può assumere sono: società a responsabilità limitata (S.r.l.), società per azioni (S.p.a.) e società in accomandita per azioni (S.a.p.a.). C'è poi il caso ibrido della società a responsabilità limitata semplificata (S.r.l.s) a socio[5] unico (S.r.l.s. unipersonale).
  - le società cooperative rappresentano una particolare forma societaria, le cui peculiarità sono connesse allo scopo mutualistico che perseguono.

Imprese che producono merci
- Imprese agricole (coltivano la terra, allevano animali, curano cicli biologici, praticano l'attività boschiva)
- Imprese artigianali e industriali (compiono trasformazioni[7] di beni materiali)[8]

Imprese che erogano servizi
- Imprese di trasporto;
- Imprese di distribuzione di energia elettrica, gas, acqua, telefonia;
- Imprese di commercio e distribuzione;
- Imprese di credito;
- Società di intermediazione finanziaria;
- Imprese di assicurazione;
- Imprese che svolgono consegne di cibo o altri prodotti tramite un sistema digitale, cioè le piattaforme
- Imprese di somministrazione di lavoro e ricerca del personale;
- Imprese che erogano servizi di consulenza;
- Imprese che erogano servizi di formazione professionale;
- Imprese operanti nel settore della cura della salute (convenzionate o meno con il SSN), del benessere della persona o dei gruppi, della prevenzione/diagnostica sanitaria (es: ospedali privati, terme, laboratori di analisi ed esami medici, centri di riabilitazione, ecc.); per analogia si può affiancare il settore veterinario;
- Imprese che erogano servizi funebri;
- Imprese che forniscono servizi di assistenza alle persone quali: baby sitter, asili, badanti, sorveglianti e similari, vigilanza, accettazione o ricevimento cose e persone;
- Società che svolgono attività di contact center;
- Laboratori di analisi, prove e tarature;
- Imprese che forniscono servizi informatici, digitali, della telecomunicazione;
- Imprese della logistica;
- Organismi di certificazione e di omologazione e attività simili;
- Imprese che noleggiano mezzi, apparecchiature, strutture, sistemi;
- Imprese che manutengono infrastrutture di proprietà di terzi e/o gestiscono i servizi connessi (cioè il facility management);
- Imprese per la manutenzione del verde (giardinaggio, disboscamento, opere forestali) o dei corpi idrici;
- Imprese di installazione, manutenzione e/o assistenza post vendita, monitoraggio, riparazione di impianti, apparecchiature, sistemi, macchine ed attrezzature, opere in genere;
- Imprese di intermediazione commerciale (agenti e rappresentanti);
- Imprese di partecipazione finanziaria (holding), di intermediazione finanziaria, di utilizzo di concessioni pubbliche;
- Imprese dell'intrattenimento, dello spettacolo, della cultura, della formazione e dell'informazione;
- Imprese del turismo e della ristorazione;
- imprese che forniscono manodopera cioè le cooperative lavoro.